# Aijā
Aijā – singiel łotewskiego zespołu Sudden Lights, wydany cyfrowo 27 stycznia 2023 roku. Piosenkę napisali Andrejs Reinis Zitmanis, Kārlis Matīss Zitmanis, Kārlis Vārtiņš i Mārtiņš Matīss Zemītis.
W lutym 2023 kompozycja zwyciężyła w finale programu Supernova 2023, dzięki czemu reprezentowała Łotwę w 67. Konkursie Piosenki Eurowizji w Liverpoolu. W wywiadach zespół stwierdził, że piosenka została stworzona w celu bycia kołysanką w tym sensie (słowo „Aijā” oznacza kołysankę w języku łotewskim), oraz że utwór powstał ze względu na „złe rzeczy” dziejące się na całym świecie, chcąc stworzyć piosenkę, która odwróci uwagę słuchaczy od tych kwestii.

## Lista utworów
| Digital download / media strumieniowe | Digital download / media strumieniowe | Digital download / media strumieniowe |
| Nr                                    | Tytuł utworu                          | Długość                               |
| ------------------------------------- | ------------------------------------- | ------------------------------------- |
| 1.                                    | „Aijā”                                | 3:00                                  |